# Mistrzostwa Czterech Kontynentów w Short Tracku 2020
1. Mistrzostwa Czterech Kontynentów w Short Tracku odbyły się w kanadyjskim Montrealu w dniach 11–12 stycznia 2020 roku.

## Klasyfikacja medalowa
| Lp. | Kraj              | Złoto | Srebro | Brąz | Razem |
| 1.  | Korea Południowa  | 12    | 4      | 5    | 21    |
| 2.  | Kanada            | 0     | 8      | 2    | 10    |
| 3.  | Stany Zjednoczone | 0     | 0      | 3    | 3     |
| 4.  | Chiny             | 0     | 0      | 2    | 2     |

## Medaliści i medalistki

### Mężczyźni
| Konkurencja            | Złoto                                                                 | Czas     | Srebro                                                        | Czas     | Brąz                                                               | Czas     |
| ---------------------- | --------------------------------------------------------------------- | -------- | ------------------------------------------------------------- | -------- | ------------------------------------------------------------------ | -------- |
| 500 metrów             | Hwang Dae-heon                                                        | 40.695   | Steven Dubois                                                 | 40.799   | Kim Da-gyeom                                                       | 40.923   |
| 1000 metrów            | Hwang Dae-heon                                                        | 1:27.719 | Steven Dubois                                                 | 1:27.897 | Park Ji-won                                                        | 1:28.033 |
| 1500 metrów            | Hwang Dae-heon                                                        | 2:21.140 | Steven Dubois                                                 | 2:21.475 | Thomas Hong                                                        | 2:21.627 |
| Superfinał 3000 metrów | Park Ji-won                                                           | 4:46.644 | Kim Da-gyeom                                                  | 4:48.142 | An Kai                                                             | 4:48.618 |
| Wielobój               | Hwang Dae-heon                                                        | 103 pkt. | Steven Dubois                                                 | 65 pkt.  | Park Ji-won                                                        | 47 pkt.  |
| Sztafeta 5000 metrów   | Korea Południowa Hwang Dae-heon Lee June-seo Park Ji-won Kim Da-gyeom | 6:58.666 | Kanada Steven Dubois Charles Hamelin Pascal Dion Cédrik Blais | 6:58.892 | Stany Zjednoczone Aaron Tran Thomas Hong Andrew Heo Ryan Pivirotto | 6:59.891 |

### Kobiety
| Konkurencja            | Złoto                                                             | Czas     | Srebro                                                            | Czas     | Brąz                                      | Czas     |
| ---------------------- | ----------------------------------------------------------------- | -------- | ----------------------------------------------------------------- | -------- | ----------------------------------------- | -------- |
| 500 metrów             | Choi Min-jeong                                                    | 43.684   | Alyson Charles                                                    | 43.787   | Courtney Sarault                          | 44.007   |
| 1000 metrów            | Choi Min-jeong                                                    | 1:32.712 | Courtney Sarault                                                  | 1:33.014 | Kim A-lang                                | 1:33.108 |
| 1500 metrów            | Choi Min-jeong                                                    | 2:41.270 | Seo Whi-min                                                       | 2:41.367 | Maame Biney                               | 2:41.417 |
| Superfinał 3000 metrów | Choi Min-jeong                                                    | 5:17.130 | Kim A-lang                                                        | 5:34.507 | Seo Whi-min                               | 5:34.600 |
| Wielobój               | Choi Min-jeong                                                    | 136 pkt. | Seo Whi-min                                                       | 47 pkt.  | Courtney Sarault                          | 44 pkt.  |
| Sztafeta 3000 metrów   | Korea Południowa Choi Min-jeong Kim Ji-yoo Noh Ah-reum Kim A-lang | 4:11.404 | Kanada Courtney Sarault Alyson Charles Claudia Gagnon Danaé Blais | 4:12.028 | Chiny Li Xuan Guo Yihan Song Yang Xu Aili | 4:12.239 |